# Cosminele
Cosminele est une commune roumaine du județ de Prahova, dans la région historique de Valachie et dans la région de développement du Sud.

## Géographie
La commune de Cosminele est située dans le centre nord du județ, dans les collines du piémont des Carpates du sud, à 15 km à l'est de Câmpina et à 35 km au nord de Ploiești, le chef-lieu du județ.
La municipalité est composée des quatre villages suivants (population en 1992) :
- Csomina de Jos (501), siège de la commune ;
- Cosmina de Sus (525) ;
- Drăghicești (10) ;
- Poiana Trestiei (315).

## Histoire
La première mention écrite de la commune date de 1642 sous le nom de Scutareasca.

## Politique
| Période                                  | Période  | Identité       | Étiquette | Qualité |
| ---------------------------------------- | -------- | -------------- | --------- | ------- |
| Les données manquantes sont à compléter. |          |                |           |         |
|                                          | 2012     | Dumitru Micu   | PRM       |         |
| 2012                                     | En cours | Anton Corneliu | PSD       |         |

| Parti | Parti                             | Sièges |
| ----- | --------------------------------- | ------ |
|       | Parti national libéral (PNL)      | 2      |
|       | Parti social-démocrate (PSD)      | 4      |
|       | Parti mouvement populaire (PMP)   | 2      |
|       | Parti de la Grande Roumanie (PRM) | 1      |

## Religions
En 2002, la composition religieuse de la commune était la suivante :
- Chrétiens orthodoxes, 99,13 % ;
- Chrétiens évangéliques, 0,63 %.

## Démographie
En 2002, la commune comptait 1 266 Roumains, soit la totalité de la population. On comptait à cette date 520 ménages et 725 logements.
| 1992  | 2002  | 2007  |
| ----- | ----- | ----- |
| 1 351 | 1 266 | 1 179 |

## Économie
L'économie de la commune repose sur l'agriculture, l'élevage et la sylviculture.

## Communications

### Routes
La route régionale DJ218 permet de rejoindre Vâlcănești au sud.